# Gerry Hemingway
Gerry Hemingway (1955 i Connecticut USA) er en amerikansk avantgarde jazztrommeslager og percussionist. 
Hemingway har spillet med Cecil Taylor og Anthony Braxton. Han har studeret hos Alan Dawson. Han har indspillet en del som sideman på pladeselskabet Enja.